# Kościół Świętej Teresy w Wilnie

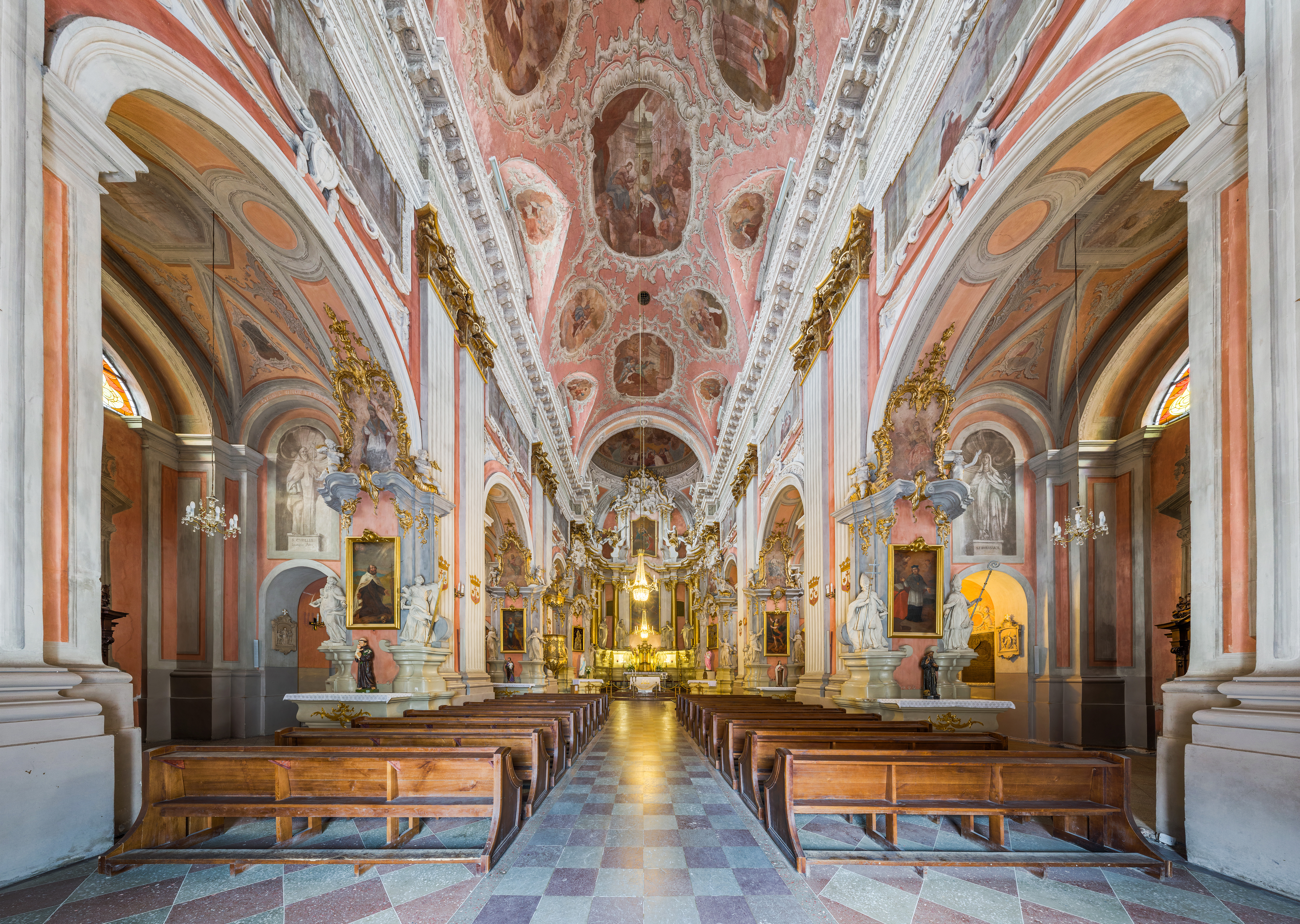
Wnętrze

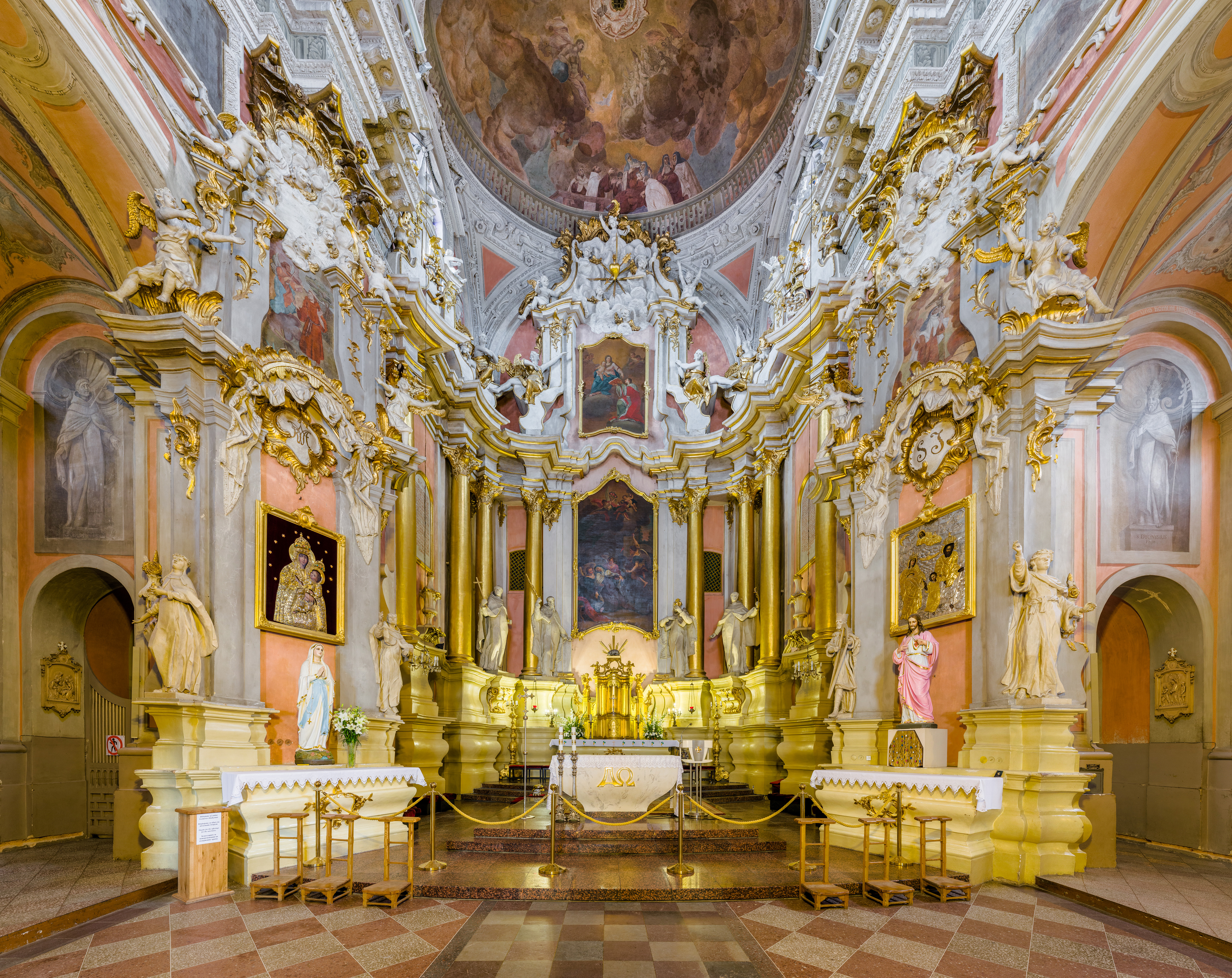
Wnętrze

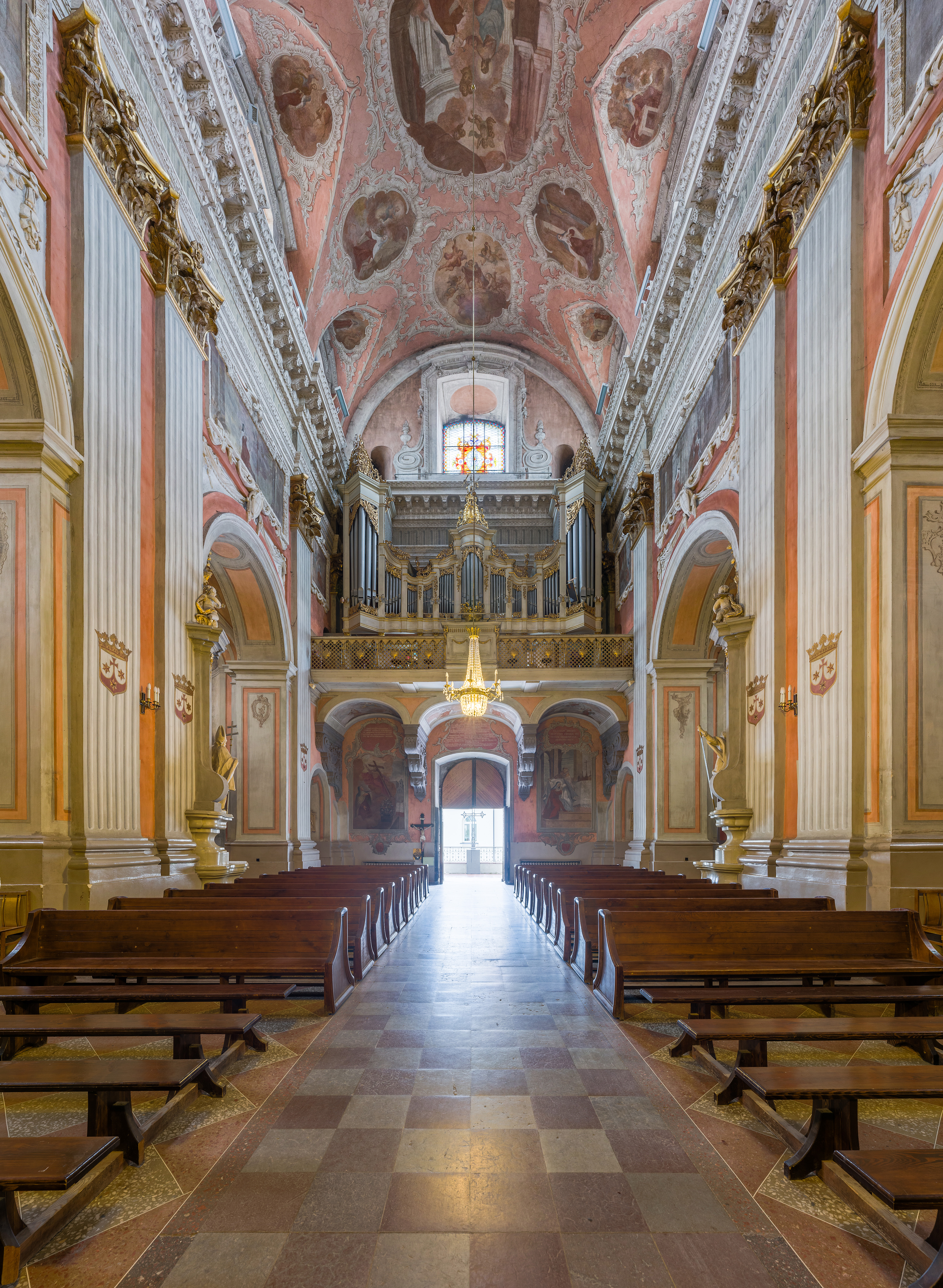
Wnętrze

Kościół Świętej Teresy (lit. Vilniaus Šv. Teresės bažnyčia) – barokowy, katolicki, kościół wileński przy ulicy Aušros Vartų, zbudowany w latach 1635–1650 z fundacji Stefana Paca. Kościół jest połączony z Ostrą Bramą, stąd zwany jest też Ostrobramskim.

## Historia
Kościół ten jest związany z zakonem karmelitów bosych, którzy przybyli do Wielkiego Księstwa w 1626. Wcześniej, ok. 1620 rozpoczęli starania o uzyskanie pozwolenia na budowę domu zakonnego w Wilnie. Po wzniesieniu pierwszych zabudowań klasztornych wybudowali dzięki wsparciu finansowemu rajcy Ignacego Dubowicza w styczniu 1627 małą drewnianą świątynię, Dubowicz podarował karmelitom plac położony przy Ostrej Bramie oraz fundusze na budowę świątyni. W 1632 dzięki fundacji Stefana Paca zaczęła powstawać istniejąca do dziś świątynia. W dniu 15 października 1654 miała miejsce konsekracja kościoła przez biskupa Jerzego Tyszkiewicza.
Projektanci kościoła są nieznani; projekt fasady przypisuje się Konstantemu Tencalli. Architektura kościoła reprezentuje styl dojrzałego baroku opartego na wzorach rzymskich. Budowla bazylikowa, trójnawowa z kopułą schowaną w dachu. Koło prezbiterium znajduje się wieża, a z boku dobudowano kaplicę Pociejów (1783) oraz kaplicę Matki Bożej Dobrej Rady. Nawy boczne podzielone poprzecznymi ścianami składają się z osobnych kaplic. Fasada została wzniesiona z marmuru sprowadzonego do jego budowy ze Szwecji.
Wystrój wnętrza, projektu Jana Krzysztofa Glaubitza, pochodzi z XVIII w., gdyż pierwotne wyposażenie uległo zniszczeniu w wyniku pożaru w 1760. Wystrój jest jednolity, rokokowy. Na sklepieniu freski przedstawiające żywot św. Teresy w oprawie stiukowej. Bogato zdobiony ołtarz główny przedstawia ekstazę św. Teresy. W ośmiu ołtarzach bocznych znajduje się wiele cennych malowideł autorstwa m.in. Szymona Czechowicza i Kanuta Rusieckiego.
W 1812 świątynia została mocno zniszczona przez wojska napoleońskie. Za udział w powstaniu listopadowym władze nakazały zamknąć klasztor, ale ostatecznie wycofały się z tej decyzji. W 1844 została przekazana decyzją władz carskich monasterowi Świętego Ducha, nie została jednak zamieniona na cerkiew. Jednak doszło wówczas do zamknięcia klasztoru i przekazania go wyznawcom prawosławia. Po I wojnie światowej początkowo mieścił żeński internat, ponownie przejęty przez katolików w 1930. W latach 1927–1929 kościół był remontowany, w 1935 odzyskało go zgromadzenie karmelitów bosych. Po śmierci marszałka Józefa Piłsudskiego przechowywano tu urnę z jego sercem, zamurowaną w ścianie we wnętrzu świątyni. W pierwszą rocznicę śmierci złożono ją na cmentarzu na Rossie. W marcu 1942 hitlerowcy aresztowali zakonników i wywieźli ich do obozów pracy. Po wkroczeniu Armii Czerwonej w uszkodzonym klasztorze mieściły się instytucje, zakonnicy mieszkali w prywatnym domach, ale w 1946 zmuszono ich do opuszczenia ZSRR. W 1948 kościół przejął kler litewski.